# Slog APA
Slog APA je široko sprejet slog dokumentiranja, še posebej v družboslovnih znanostih, ki ga je postavilo Ameriško psihološko združenje (APA).
Slog vključuje pravila prevzemanja, naslavljanja, rabe opomb in citiranja. Trenutno veljavna različica je objavljena v knjigi The Publication Manual of the APA.